# Nightrider (Arizona Zervas)
Nightrider è un singolo del rapper e cantautore statunitense Arizona Zervas, pubblicato il 24 luglio 2020 dall'etichetta discografica Columbia Records.

## Video musicale
Il video è stato pubblicato in concomitanza col brano sul canale VEVO del rapper.

## Tracce
1. Nightrider – 2:36